# Čikasavové

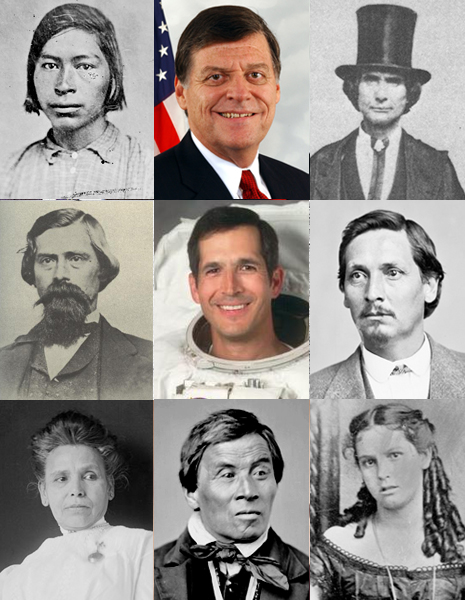
některé osobnosti

Čikasavové jsou původní obyvatelé Southeastern Woodlands ve Spojených státech amerických . Jejich tradiční území byly oblasti severní Mississippi v severozápadní a severní Alabamě, západní Tennessee a jihozápadní Kentucky. Jejich jazyk je klasifikován jako člen muskogeské jazykové rodiny. V současnosti jsou organizováni jako federálně uznávaný národ Čikasavů .
Čikasavové mají příběh o příchodu, ve kterém se přestěhovali ze země západně od řeky Mississippi na severovýchod Mississippi, severozápad Alabamy, a do Lawrence County v Tennessee. Během koloniálního období měli kontakt s francouzskými, anglickými a španělskými kolonisty. Spojené státy považovaly Čikasavy za jeden z pěti civilizovaných kmenů jihovýchodu, protože přijali četné praktiky evropských Američanů. Odporovali evropsko-americkým osadníkům pronikajícím na jejich území a byli donuceni americkou vládou prodat své tradiční pozemky na základě dohody podepsané v Pontotoc Creek roku 1832 a přestěhovat se do indiánského teritoria (Oklahoma) během doby odsunu Indiánů ve 30. letech 19. století.
Většina jejich potomků zůstává obyvateli Oklahoma. Národ Čikasavů v Oklahomě je 13. nejpočetnějším federálně uznávaným kmenem ve Spojených státech amerických. Její členové jsou spřízněni s Čokty a sdílejí s nimi společnou historii. Tradičně je příbuzenský systém řízen podle matrilineárního původu, ve kterém se dědičnost a původ sledují přes matku, nikoli otce.